# José Amado Orihuela Trejo
José Amado Orihuela Trejo (Morelos, 5 de enero de 1954). Es un político mexicano, miembro del Partido Revolucionario Institucional, fue diputado federal y ha sido presidente municipal.
Cuenta con un título de ingeniería en  agronomía, en 1994 fue elegido presidente municipal de Mazatepec, Morelos, cargo que ejerció hasta 1997, y en 2002 fue designado como secretario general de la Liga de Comunidades Agrarias y Sindicatos Campesinos de la Confederación Nacional Campesina en Morelos.
Fue elegido diputado federal por el IV Distrito Electoral Federal de Morelos a la LX Legislatura de 2006 a 2009 pero renunció de su cargo para postularse a diputado Local de Mazatepec, Morelos. Destacó por ser uno de los dos diputados del PRI que se abstuvieron de votar por la reforma a la Ley del ISSSTE en 2007.
El 5 de julio de 2009 ganó las elecciones a diputado local por Mazatepec por el periodo 2009-2012. Después se desempeñó como presidente del Partido Revolucionario Institucional. Puesto al que renunció para ser candidato a gobernador por el Estado de Morelos, en donde no tuvo la mayoría de votos. Actualmente no desempeña ningún puesto como funcionario o político.